# 伊王野女王狂熱的愛情
《伊王野女王狂熱的愛情》是日本漫畫家藤枝雅的搞笑百合後宮漫畫作品，在MediaWorks漫畫雜誌《電擊帝王》連載完畢，單行本全2集，台灣角川書店代理台灣及香港中文版。一迅社新裝版全2集，於2015年6月30日發售，重新繪製封面，分為通常版與特裝版，特裝版附贈廣播劇CD。
藤枝雅自評本漫畫劇情主軸為「『異國女王來日本蓋後宮』這種奇妙的百合世界」。藤枝雅的搭檔兼助手源久也停畫自己的連載漫畫，與藤枝雅共同繪製本篇漫畫，並單獨繪製單行本第1集附錄四格漫畫〈伊王野女王狂樂的愛情〉。
單篇衍生漫畫《愛野殿下fascinates》同樣是藤枝雅作品，於一迅社《Comic百合姬》2015年5月號刊載，授權布卡漫畫刊載簡體中文電子版。

## 劇情概要
伊王野·米特·阿爾修萊因是某國的女王，非常喜歡年輕女孩，並聲稱要在國內外找齊一千名宮女。伊王野來日本尋找擁有一頭柔順黑髮的美女並納為側室，她盯上了鉢邊繪兔……

## 角色
伊王野·米特·阿爾修萊因
配音：茅野愛衣
西方C國的女王，母親（該國的前代女王，已故）是日本人。第一人稱交互使用「我」與「本宮」，語尾常帶「唷」字，作筆記時語尾也會帶「唷」字。
她即位不到一年，後宮就增加千名宮女。後宮裡擁有她親自挑選、來自各國的宮女，但她覺得欠缺黑髮的宮女，故來日本尋找擁有一頭柔順黑髮的美女並納為側室。五年後，她再次來日本，她的側室人數已經超過五千人。
在聖祭時及迎接宮女時穿著正式服裝「葵之皇紋」（La Armoiries de mauve），這是繼承自母親的服裝。葵之皇紋能產生正九邊形皇紋的透明防護罩，抵銷敵人的攻擊，甚至能打穿水泥牆。
鉢邊繪兔
配音：日高里菜
6月20日生，長髮眼鏡娘，個性認真卻很粗心的冒失娘，興趣是讀書與游泳，初登場時是19歲的紫野女子大學二年級學生，辦好休學後跟隨伊王野。綽號「粗心鉢邊」，日語發音與《水戶黃門》角色「粗心八兵衛」同音，所以她不喜歡這個綽號。在與伊王野一起泡溫泉時接受伊王野的邀約，跟隨伊王野。艾妲評為「一旦喜歡上，就會心無旁鶩的類型」。
她就讀女子高中期間曾與一位短髮學妹交往，但這位學妹在發現她並非「冷靜而知性的完美學姊」之後就與她分手。
凱絲·露珊斯
配音：洲崎綾
伊王野的王務管理官，也是眼鏡娘，負責編排伊王野的工作與行程。她是伊王野的青梅竹馬，想一直待在伊王野身邊，遂成為伊王野的側室並接受王務管理官考試，成為王務管理官。容易吃醋，常對伊王野嘮叨，但做不出讓伊王野難過的事。在繪兔協助下，以假身分「格木安子」參加側室選秀會，意圖藉此防止側室人數增加，但被伊王野識破而失敗。在側室選秀會最終評選時擔任司儀。
艾妲·布魯梅爾
配音：西明日香
伊王野的美容管理官，負責伊王野的服裝、化妝、修剪指甲。擅長「掙脫術」（解開束縛自己的繩子），稱掙脫術為「少女的教養」。在伊王野啟程去日本前夕，她幫伊王野編謊話，說伊王野去日本找宮女「只是想要追尋與身為日本人的前代女王陛下同樣的身影而已」，讓凱絲放棄阻止伊王野去日本找宮女。
愛爾潔恩特·亞菲梅爾
配音：加隈亞衣
伊王野的SP（保鑣）中的「銀」，包包頭的長髮蘿莉，暱稱「愛爾」，負責伊王野的安全。本名不詳。稱伊王野為「色女王」。五年後與亞瑪結婚，沒有綁包包頭。
芙蕾榭·凡賽特
配音：瀨戶麻沙美
伊王野的SP中的「箭」，愛爾的母親，兼任伊王野在日本座車的司機。本名不詳。
朔嶋麗玲
側室選秀會複選參賽者1號，自稱唯一的優點是做家事。在側室選秀會最終評選時被夜耶扛走，無緣出場。真實身分是亞瑪的隨身宮女，本名麗玲·菲莎華，缺乏存在感。
獅子尾瑛
側室選秀會複選參賽者2號，自稱參加側室選秀會的原因是想看看「跑來日本徵召側室的人是怎樣的人」。她的職業是占卜師，專長是占卜，占卜種類是占星。在側室選秀會最終評選時表演占卜後辭退。
田每新
側室選秀會複選參賽者3號，暱稱「小新」，蕎麥麵店老闆的女兒，誤以為側室選秀會是蕎麥麵師傅選秀會而報名參賽。她的名字取自《水戶黃門》彌七之妻，她的祖父與父親都是蕎麥麵師傅。在側室選秀會最終評選時被伊王野看穿迷戀芙蕾榭，得到愛爾與伊王野同意交往。五年後與芙蕾榭育有一子，這是拜當時科學之賜。
鴉羽夜耶
配音：內山夕實
側室選秀會複選參賽者4號，自稱參加側室選秀會的原因是側室薪水很高。本名寇妮兒·娜克坦（Corneille Nocturne）為「夜鴉」之意。職業是殺手，稱號「光之劍」。在側室選秀會最終評選時，與愛爾及芙蕾榭開戰但失敗，戰敗後自稱因厭倦殺手生活而參加側室選秀會。
她被亞瑪雇用綁架繪兔以引誘伊王野與亞瑪見面，在與愛爾對戰時敗給愛爾。五年後成為伊王野的側室。
妹尾友
側室選秀會複選參賽者5號，雙馬尾髮型，自稱參加側室選秀會的原因是朋友找她一起參加，但只有她進入複選。在側室選秀會最終評選時，承認自己是偽娘，想成為宮女；但在伊王野表明她必須成為宦官才能「破例」成為宮女以後，她嚇得逃走。
楠瀨文
從《愛麗絲四重奏》來客串的側室選秀會複選參賽者6號，自稱參加側室選秀會的原因是「有聲音告訴我，叫我來這裡」。在側室選秀會最終評選時，表演做完一件衣服之後，以「有朋友好像在找我」為由辭退。在側室選秀會最終評選後，受伊王野之託，為愛爾做了一件新的戰鬥披風。
尾上淚子
配音：久保由利香
一緊張就容易掉淚的办公室女职员，經常在上班途中被伊王野糾纏而遲到。自稱想要「平凡地結婚、平凡地退休」。她是側室選秀會複選參賽者7號，自稱被上司命令參加側室選秀會。在側室選秀會最終評選時，未出場即逃走。五年後升任課長，上班還是會遲到。
喜儂·貝爾克
葵之皇紋開發室主管，是艾妲的女友，喜歡的食物是羊羹與日本茶。
維婕·貝爾克
伊王野的側室長，講話用詞文雅，推測年齡將近50歲，外貌卻完全看不出歲月痕跡。
亞瑪·諾維拉·瓦倫緹亞諾茲
配音：高森奈津美
伊王野曾經拜訪的鄰國的三公主，曾經答應要許配給伊王野。擁有黑髮與褐色皮膚，有傲嬌屬性。五年後與愛爾結婚，從她與愛爾的對話可見她的傲嬌。
みおと
配音：早見沙織
伊王野的母親，原作未設定其名。

## 書籍
初版單行本第1集
MediaWorks 2005年8月初版，ISBN 4-84-023167-2
台灣角川書店2006年7月7日初版第1刷發行，H.Y.S.譯，ISBN 978-986-174-111-6
初版單行本第2集
MediaWorks 2007年9月初版，ISBN 978-4-84-023990-5
台灣角川書店2008年4月18日初版第1刷發行，未央譯，ISBN 978-986-174-665-4
新裝版單行本第1集
一迅社2015年6月初版，ISBN 978-4758074148（通常版）、ISBN 978-4758074155（特裝版）
新裝版單行本第2集
一迅社2015年6月初版，ISBN 978-4758074162（通常版）、ISBN 978-4758074179（特裝版）